# Pigmalione di Tiro
Pigmalione (in fenicio 𐤐𐤂𐤌𐤋𐤉𐤍, pgmlyn; ... – IX secolo a.C.) è stato un leggendario re di Tiro, figlio di Belo e fratello di Didone.

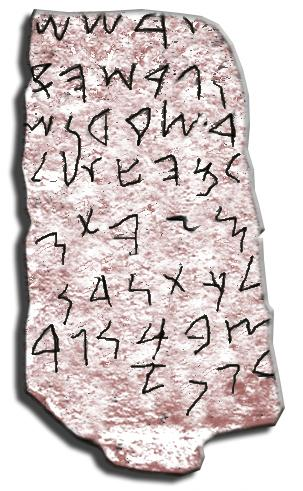
La stele di Nora conterrebbe forse un riferimento a Pigmalione

Viene identificato con il personaggio storico di Pumayyaton, figlio del re di Tiro Mattan I (829-821 a.C.), e re a sua volta dall'820 al 774 a.C.
Secondo la leggenda, Didone aveva sposato un sacerdote di Ercole, Sicheo (o Sicarbas/Acerbas), il più ricco di tutti i fenici. Pigmalione, accecato dall'avidità di ricchezze, avrebbe sorpreso un giorno Sicheo nel tempio, mentre sacrificava agli dei, e lo avrebbe assassinato ai piedi dell'altare. Per molto tempo tenne celato l'assassinio, inducendo la sorella a nutrire vane speranze. Ma l'ombra di Sicheo, privato degli onori di una sepoltura, apparve in sogno a Didone mostrandole l'altare ai piedi del quale era stato immolato e consigliandole di fuggire portando con sé i tesori che da tempo aveva nascosto in un luogo segreto. Da qui la nascita di Cartagine.
Il suo nome è di etimologia in parte sconosciuta ma potrebbe derivare dal nome di una divinità cipriota, p'm, e 'lyon, l'altissimo, essendo questo nome attestato anche in un re di Cipro, Pigmalyon.
Secondo una versione di Fénelon Pigmalione avrebbe sposato Astarbea (Astarbé), donna empia e malvagia ancora più di lui. Questa, innamorata del ricco Joazar, desiderosa di vedere salire al trono quest'ultimo, decise di far morire sia Pigmalione che i figli da lui avuti. Con false accuse di tradimento fece mettere a morte il primogenito, Fadael, e allontanare il secondogenito, Baleazarre (Baléazar), incaricando i marinai che dovevano portarlo a Samo di ucciderlo. In seguito, uccise anche il marito, prima avvelenandolo e poi strangolandolo mentre già era moribondo. Ma Baleazarre, che, gettato in mare, si era salvato, tornò e fece giustizia.